# Podiatre
Ne doit pas être confondu avec Pédiatre ou Podologue.
Un podiatre, ou docteur en médecine podiatrique (DPM), est un professionnel de santé (au Canada et aux États-Unis) qui diagnostique et traite les affections et maladies du pied par des moyens médicaux, chimiques, pharmaceutiques, chirurgicaux, mécaniques (orthèses) ou par des manipulations.
Ce rôle n'est pas l'équivalent du podologue en Europe, puisque le podiatre a un niveau de formation beaucoup plus élevé. En effet, le podiatre est un médecin et chirurgien, ce qui n'est pas le cas du podologue. En France, la spécialité correspondante est le chirurgien orthopédique spécialiste du pied.

## Éducation
La formation donnant accès au titre DPM est d'une durée de quatre ans après l'obtention d'un « Bachelors degree » à la suite de quatre ans d'université. Les deux premières années universitaires de médecine podiatrique concernent la formation théorique et de laboratoire dans les sciences biomédicales, comme l'anatomie, la physiologie, la microbiologie, la biochimie, la pharmacologie, la pathologie et la biomécanique. Durant la troisième et quatrième année, l'étudiant est concentré sur les cours cliniques et acquiert de l'expérience dans la clinique universitaire, cliniques communautaires et les hôpitaux accrédités. Les cours cliniques comportent les diagnostics généraux (histoire de santé, examen physique, tests de laboratoire, radiologie diagnostique), thérapies (pharmacologie, médecine physique, orthèses plantaires, prothèses), chirurgies, anesthésie, et traitements de médecine podiatrique. 
Après les quatre années universitaires de médecine podiatrique, le podiatre doit compléter la formation avec une résidence chirurgicale d'une durée de 3 ans (depuis 2011) dans les institutions de santé approuvés, et passer les examens de Board américain National Podiatric Board of Medicine Examination. La résidence donne une expérience interdisciplinaire avec des rotations en anesthésiologie, médecine interne, maladies infectieuses, dermatologie, chirurgie, soins d'urgence, pédiatrie et soins de plaies. La formation la plus longue actuellement offerte est d'une durée de 3 ans minimum pour les chirurgies de l'arrière pied et la cheville.  

### Implantation de la première faculté de médecine podiatrique au Canada
Cette formation est offerte aux États-Unis et, depuis 2004, un programme de médecine podiatrique est offert au Canada à l'université du Québec à Trois-Rivières (UQTR). Certains cours sont donnés par le New York College of Podiatric Medicine (en) (NYCPM) et un stage obligatoire de quatre mois en quatrième année au NYCPM. L'UQTR a établi une entente de collaboration avec le NYCPM. 
Une situation particulière touche les étudiants canadiens ayant complété leur formation de quatre ans à l'UQTR qui désirent poursuivre leur formation aux États-Unis et faire un internat (résidence) : en date de 2013, le processus d’accréditation des États-Unis n’est pas encore terminé, afin de reconnaitre l’équivalence de la formation canadienne avec celle des États-Unis. Ils doivent refaire la quatrième année au New York College of Podiatric Medicine (NYCPM) (aux frais des étudiants) afin de pouvoir avoir accès aux « National Boards » et ainsi pouvoir faire une demande d'internat aux États-Unis en médecine podiatrique. Toutefois, cela ne concerne pas les étudiants qui désirent commencer à pratiquer au Québec.

## Tâches du podiatre

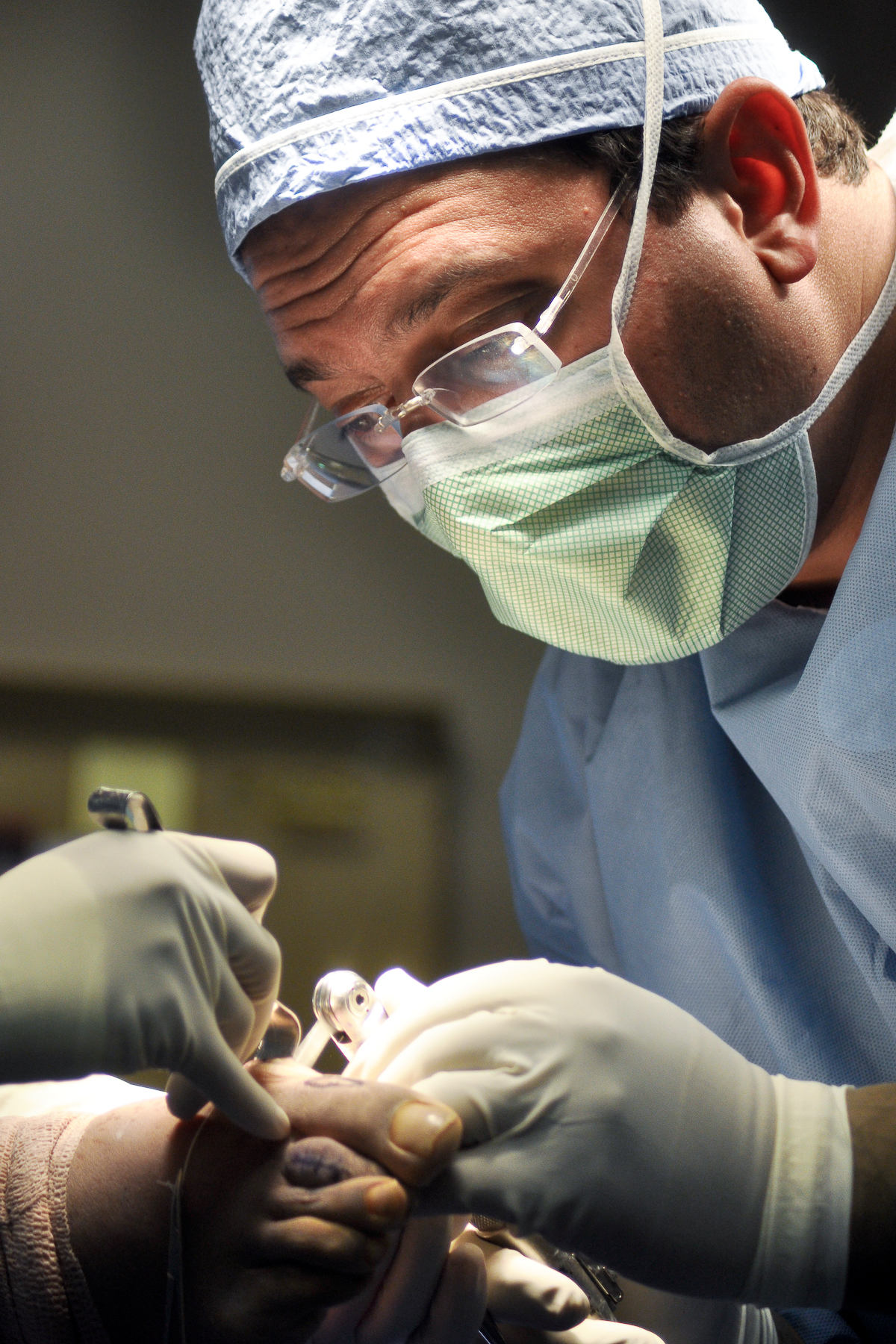
Un podiatre opérant un hallux valgus.

- Diagnostiquer les problèmes affectant le système musculosquelettique des pieds, i.e. les troubles de posture, d'alignement, les déformations et autres types de déviations touchant les structures osseuses et articulaires des pieds.
- Traiter toute affectation locale du pied
- Diagnostiquer et évaluer les troubles de la démarche engendrés par les faiblesses et vices de posture des pieds.

- Diagnostiquer les tumeurs, les ulcères, les fractures, les maladies de la peau et des ongles à l'aide d'observations des signes cliniques usuels, d'analyses de laboratoire et de radiographies.

- Pratiquer des chirurgies pour le traitement d'affections locales, telles les lésions affectant le système tégumentaire (peau et ongles), ex : kératoses diverses, affections unguéales diverses et tumeurs bénignes de la peau. Pratiquer des opérations sous anesthésie pour régler des problèmes orthopédiques (hallux valgus, orteil marteau, problèmes musculaires aux pieds, etc).

- Procéder à des examens radiologiques des pieds de ses patients, les interpréter et diagnostiquer les pathologies. Doit être détenteur d'un permis de radiologie.

- Effectuer des traitements des pathologies affectant le système musculosquelettique, ex : déformation d'arrière-pied, d'avant-pied, équinisme, hypermobilité, abduction, adduction, pieds plats valgus et d'autres entités se rapportant aux pathologies propres à ce système.

- Effectuer des traitements dans le secteur traumatologique des pieds, ex : entorses de divers types, fractures de stress, tendinites, etc. Utilise les plâtres d'immobilisation, les techniques de semi-immobilisation, les bandages, les attelles, les coussins de toutes sortes en technique de coussinage.

- Prescrire toutes formes d'appareillages nécessaires aux pieds, telles que orthèses, chaussures correctives, etc. Peut les commander ou les fabriquer, s'assurer de la bonne exécution, en vérifier l'exactitude conformément à la prescription, les remettre à son patient et l'instruire concernant les modalités particulières d'utilisation, les indications, les contre-indications, les effets désirés, les observations à effectuer et ultimement le suivi à effectuer par le podiatre dans l'approche globale du traitement.

- Conseiller ses patients sur les règles à suivre lors de traitements particuliers, ainsi qu'en matière de soins d'hygiène et prophylaxie.

- Prescrire et administrer des médicaments.

- Procéder à la rééducation des pieds traumatisés ou post-chirurgie, afin de leur redonner l'autonomie nécessaire au retour d'une fonction normale de la marche.

## Champs d'action du podiatre
Le podiatre peut être actif partout où il y a des pieds qui nécessitent une attention particulière. Aux États-Unis, la pratique de la podiatrie se fait à la fois en clinique privée et dans les centres hospitaliers. Toutefois, au Québec, la profession se limite actuellement à la pratique privée. 

## Instruments de travail du podiatre
Comme tout professionnel de la santé, le podiatre utilise des instruments propres et précis. Sont utilisés dans le cadre de la pratique professionnelle par le podiatre : des examens radiologiques, des instruments de mesures biomécaniques, une mini pharmacie clinique pour les actes posés de tous les jours, des instruments de chirurgie mineure, une salle chirurgicale  (selon le degré de formation complété avec une résidence), des orthèses plantaires, des appareils orthopédiques servant à corriger des problèmes de dérotation des membres inférieurs chez les enfants, etc.

## Sources
- New York College of Podiatric Medicine
- Université du Québec à Trois-Rivières
- ePodiatry
- American College of Foot and Ankle Surgeons
- American Podiatric Medical Association
- Ordre des podiatres du Québec